# NGC 6192
NGC 6192 је расејано звездано јато у сазвежђу Шкорпија које се налази на NGC листи објеката дубоког неба.
Деклинација објекта је - 43° 21' 55" а ректасцензија 16h 40m 20,8s. Привидна величина (магнитуда) објекта NGC 6192 износи 8,5. NGC 6192 је још познат и под ознакама OCL 988, ESO 277-SC3.